# Edi Rama
Edi Kristaq Rama (Tirana, 4 de julho de 1964) é um político, pintor, escritor, publicitário, pedagogo e ex-jogador de basquete albanês filiado ao Partido Socialista da Albânia, que atua como 33º primeiro-ministro do país desde 15 de setembro de 2013. É também presidente do Partido Socialista da Albânia (PSSh) desde 2005.

## Trajetória política
Antes de sua eleição como primeiro-ministro, Rama ocupou vários outros cargos. Foi nomeado ministro da Cultura, Juventude e Esportes em 1998, cargo que ocupou até 2000. Ele ainda foi eleito prefeito de Tirana, em 2000, tendo sido reeleito por 2 mandatos consecutivos nas eleições municipais de 2003 e 2007.
Em 2013, a coalizão de partidos de centro-esquerda liderada por ele venceu a eleição parlamentar e obteve a maioria absoluta de assentos no Parlamento da Albânia, derrotando na ocasião a coalizão de centro-direita liderada pelo então governista Partido Democrático da Albânia. Ele foi reeleito como primeiro-ministro para um segundo mandato na eleição parlamentar de 2017 e obteve um terceiro mandato consecutivo na eleição parlamentar de 2021.

## Primeiro-ministro

### Política interna

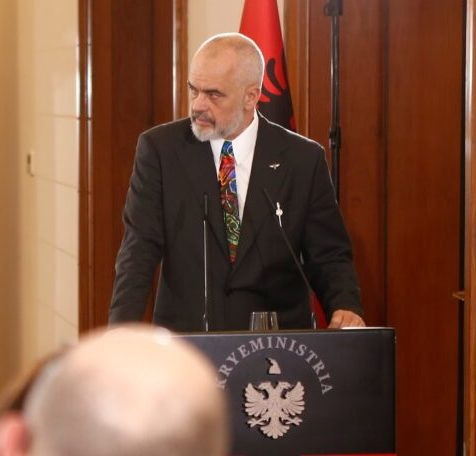
Edi Rama em 2020

Edi Rama adotou uma política econômica neoliberal, considerada mais de direita do que a dos governos do Partido Democrático da Albânia (PDS). Reduziu a despesa pública e favoreceu as parcerias público-privadas, uma fonte de rápido enriquecimento para um círculo de empresários próximos do poder, na maioria dos setores (turismo, ensino superior, saúde, obras públicas, cultura...). O Fundo Monetário Internacional (FMI), tradicionalmente favorável a estas políticas, considerou, no entanto, que o governo albanês estava a avançar demasiado depressa com a privatização e expunha o país a "riscos fiscais significativos".
Enquanto o país estava em recessão quando entrou, a taxa de crescimento aproximou-se dos 4% em 2017 e 2018, a taxa de desemprego caiu de 17,5% em 2014 para 11,5% em 2020. A melhoria da situação económica pode ser explicada pela estabilidade política do país: "Somos um país sem Senado, sem sindicatos, sem uma esquerda radical e sem comediantes que jogam política. "No entanto, os salários continuam baixos e a emigração acelerou desde 2014.
O tráfico de droga cresceu consideravelmente, representando quase um terço do PIB em 2017. De acordo com estimativas dos costumes italianos, 753 000 plantas de cannabis foram destruídas em 2016, em comparação com 46 000 em 2014. Estima-se que tal destruição tenha afectado apenas 10% da área cultivada. O Ministro do Interior, Saimir Tahiri (em funções de 2013 a 2017), foi ele próprio responsabilizado pelo seu envolvimento neste tráfego.
Em 2018, adotou uma lei, saudada pela União Europeia, que prevê que as universidades sejam postas a concurso e abertas ao mercado. O aumento das propinas tem causado descontentamento entre os estudantes.

### Política externa
Em questões de política externa, é próximo do líder turco Recep Tayyip Erdoğan, a quem descreve como "irmão e aliado estratégico". A seu pedido, fechou escolas ligadas ao movimento Gülen, que chegou ao ponto de descrever como uma "organização terrorista".
Desde 2014, a Albânia apresenta a sua candidatura de adesão à União Europeia.
Em Outubro de 2020, o Parlamento albanês formalizou a adoção pelo país da definição de antissemitismo da Aliança Internacional para a Memória do Holocausto (IHRA), reconhecendo as críticas a Israel como antissemitismo.

### Eleições e relações com a oposição
Em 2017, Edi Rama voltou a ganhar as eleições parlamentares.
Para denunciar a concentração do poder nas mãos do Partido Socialista e o seu domínio dos meios de comunicação e do poder judicial, o Partido Democrático retirou-se dos trabalhos parlamentares em Fevereiro de 2019 e boicotou as eleições municipais em Junho do mesmo ano. A condução destas eleições foi criticada pelos observadores eleitorais da OSCE, que observaram que o partido no poder era o único candidato na maioria dos municípios e que um grande número de irregularidades e pressões sobre os eleitores foram registradas.

A partir de Fevereiro de 2019, Rama é cada vez mais criticado pela oposição, que pede a sua demissão e organiza manifestações no país. Face às maiores manifestações em décadas, demitiu metade do seu governo e fez algumas concessões ao movimento estudantil.